# Anthocleista vogelii
Espèce
Synonymes
- Anthocleista auriculata De Wild.[1]
- Anthocleista bequaertii De Wild.[1]
- Anthocleista kalbreyeri Baker[1]
- Anthocleista lanceolata Gilg[1]
- Anthocleista macrantha Gilg[1]
- Anthocleista talbotii Wernham[1]
- Anthocleista zenkeri Gilg[1]

Anthocleista vogelii est une espèce petits arbres tropicaux de la famille des Gentianaceae et du genre Anthocleista, présente en Afrique de l'Ouest.